# タイヘイレコード
タイヘイレコード（Taihei Record Co., Ltd.）は、かつて存在した日本のレコード会社。本項では、後身の日本マーキュリーを含めて解説する。

## 沿革

### 戦前
- 1924年（大正13年）8月10日 - 日本蓄音器商会（現：日本コロムビア〈三代目法人〉）のディレクターだった森垣二郎が、ライジングサン石油の兵庫県総代理店として財を成した義弟の松田文藏に持ち掛け、合資會社内外蓄音器商會を兵庫県西宮市今津に設立し、レコード試作に着手[1]。

- 1925年（大正14年）3月1日 - ナイガイレコードレーベルで新譜第一弾を発売。間もなく電気吹き込みにも対応し、歌謡曲・演芸中心の大衆迎合的なラインナップによって、関西有数のレコード会社へと急成長。

- 1930年（昭和5年）11月5日 - 太平蓄音器として株式会社化。新社長には松田光眞（文藏の弟）が就任し、貝星印[2]、タイヘイレコードのレーベルを用いるようになる。

- 1935年（昭和10年）11月1日 - 関西の老舗レコード会社日東蓄音器（ニットーレコード、ツバメ印）を、傘下の日本クリスタル蓄音器合資會社（クリスタルレコード）諸共に吸収合併し、大日本蓄音器に組織改編。

東京市荒川区尾久に分工場を設け、今川小路共同建築（後の九段下ビル）に『ニットー・タイヘイ東京吹込處』を置くなど業績拡大した。
レーベルは燕印、タイヘイレコードを継続使用する他、キリンレコード、コメットレコード、オリムピアレコードも併用。
井田照夫、阿部幸次、三原純子、有島通男、立花ひろし、渡辺光子、紀多寛（後の北廉太郎）、鮫島敏弘（後の近江俊郎）、水田潔/永田潔/牧忠夫（中野忠晴の変名）、藤田不二子（松島詩子の変名）、小川文夫/松平不二夫（松平晃の変名）らが所属。
- 1941年（昭和16年） - 森光子[3]のデビュー作『白衣の勇士を送る歌』が内務省検閲で発禁処分になる。

- 1942年（昭和17年）2月1日 - 国家総動員法下の企業統合政策によって、西宮本社と各工場はキングレコードの親会社・大日本雄辯會（現：講談社）に強制的に買収されキングレコード西宮工場・尾久工場となったが[4]、軍需工場指定を受けレコードではなく航空機部品を生産した。

### 戦後
- 1950年（昭和25年）1月 - 講談社が物品税を滞納したため、国税局が西宮本社工場・尾久分工場を差押えて公売に付したところを、石井廣治[5]ら大日本蓄音器時代の有志が奔走して買い戻し、新生タイヘイレコードとして復興。

- 1951年（昭和26年）6月 - タイヘイ音響に社名変更し、新譜の制作を再開。

- 1952年（昭和27年） - アメリカのマーキュリー・レコードと独占契約締結。ジャズの洋楽盤が人気沸騰する。

- 1953年（昭和28年）6月1日 - 社名を日本マーキュリー株式会社と改め[6]、ラジオ東京（現：TBSホールディングス）との共催でJATP日本公演を大成功させる。東海林太郎、瀬川伸、岡晴夫、田端義夫、青葉笙子、豆千代、竹山逸郎、平野愛子などのベテランに加え、藤島桓夫、野村雪子、松山恵子、西田佐智子（後の西田佐知子）などの新人歌手の活躍によって、隆盛を極めた。

- 1955年（昭和30年） - レコード市場での競争が拡大。生え抜きの野村雪子をビクターレコード（日本ビクター〈現：JVCケンウッド〉の音楽レコード事業部。後のビクター音楽産業 → ビクターエンタテインメント〈初代法人〉 → JVCケンウッド・ビクターエンタテインメント → ビクターエンタテインメント〈二代目法人〉）に引き抜かれた事件を端緒に、大手資本をバックに持たない日本マーキュリーは一気に草刈場と化す。

- 1957年（昭和32年） - 独占契約満了に伴い、マーキュリー・レコードの発売権を因縁深いキングレコードに奪われ、日本マーキュリーの看板が有名無実化した。

- 1958年（昭和33年） - 新興の東芝レコード（東京芝浦電気〈現：東芝〉の音楽レコード事業部。後の東芝音楽工業 → 東芝EMI → EMIミュージック・ジャパン → ユニバーサルミュージックジャパン）によって藤島桓夫、松山恵子ら看板歌手を引き抜かれたのを始め、専属の作詞家・作曲家[7]やスタッフまでもが集団で競業他社に移籍し、致命的打撃を受ける。

- 1960年（昭和35年） - 休業状態に陥り、旧盤の版権の一部はマーキュリー・レコード本社に移った[8][9]。生産設備の半分は山口組の力を借りた吉本興業の手に渡り、プレス専業工場のヤンマー音響[10]として再出発し、日本クラウンや日本ビクター等の生産を請け負ったが、日本マーキュリーの残党も同所と東京都文京区で営業を継続するなど、経営上の内紛が続く[11][出典無効]。

- 1980年（昭和55年）8月 - 土地空け渡しのため廃業を余儀なくされ、内外蓄音器商會に始まった56年の歴史に幕を閉じた[12] 。

### その他
- 1965年（昭和40年）に東京都新宿区で創業した太平音響株式会社（ミノルフォン等を経て、現：徳間ジャパンコミュニケーションズ）は、島倉千代子らのパトロンだった太平住宅創業者の中山幸市が立ち上げたもので、タイヘイレコードと直接の関連はない[13]。

- 1970年代以降に発売されたカセットテープによるソフトでは、本社所在地が前述の西宮市ではなく東京都文京区駒込であり、電話番号も記載されていた。また、大映レコードやエルムレコードなどのインディーズレーベルとも一部の音源を相互に供給していた。

- 1980年の上記の西宮事業所閉鎖後も、直ちに権利者有志が、日本マーキュリーとして音楽制作活動を続けていた。[14]

- 1983年、旧日本マーキュリーの版権継承を掲げ、東京都渋谷区を本拠とする日本マーキュリーレコードが、レーベルは NRC-MUSIC.JP を名乗り活動していた。実質アーティストが永瀬もも（2018年現在歌手活動を引退）しかいなかった他、完備しているスタジオやスタッフなども外部に存在しているものと思われた。永瀬の引退後、活動休止状態となり、ホームページも閉鎖されている。

- 2006年頃、東京都品川区の芸能事務所『Frog Entertainment Japan』が、 旧盤の版権も持たぬまま日本マーキュリーの末裔を名乗って短期間営業していたが、その後行方不明。

- 2009年(平成21年)11月 別所憲隆が旧日本マーキュリー(株)の旧盤の版権と商標権を継続し、スピリチュアル ソウル ソングの発展を理念とした一般社団法人日本マーキュリー(兵庫県神戸市) を復活設立。

- 2010年(平成22年)1月 旧日本マーキュリー(株)の旧盤の版権と商標権を継続し、廃業から30年にして復活、新生 一般社団法人日本マーキュリー (兵庫県神戸市) 事業復興。ヘルスケア事業にも進出していたが、2018年現在撤退している[15]。同じく後継を掲げていたNRC-MUSICとの関係は不明。
- 2017年4月 岸本敬之が代表理事に就任。
- 2023年7月 熊田克章が代表理事に就任。主たる事務所を岐阜県岐阜市に移転。制作本部を東京都港区三田に置く。

## 註
1. ↑  ヒコーキ印レコード発売元で、後に日蓄に買収された帝國蓄音器（昭和に入ってから南口重太郎が松下幸之助の出資で創業した帝國蓄音器商會＝後のテイチクとは無関係）の神戸工場を買い取ったとの説もある。
2. ↑  初期にはロイヤル・ダッチ・シェルの貝印商標を流用していたが、抗議を受け星の付いたデザインに変更した。
3. ↑  当時新興キネマ所属の新人女優。
4. ↑  キングレコードも戦時統合で富士音盤に集約。
5. ↑  国会議員の石井一、石井一二兄弟の父で、戦中戦後の混乱期に社長を務めた地元の名士。
6. ↑  但しマーキュリー・レコードとの資本関係は皆無で、「ジャズを売るには洋風の社名の方が格好いい」との理由から、タイヘイ側が勝手に社名変更したという。
7. ↑  松村又一、藤田まさと、松坂直美、飯田景応、島田逸平、星幸男（後の遠藤実）、西脇稔和（後の西脇功）、袴田宗孝ら
8. ↑  その後マーキュリー・レコードも親会社を転々として、タイヘイと日本マーキュリーの旧盤は現在ユニバーサルミュージックから再版されている。
9. ↑  松山恵子・藤島桓夫両名に関しては、移籍先の東芝EMIレーベルからも再版。
10. ↑  ヤンマーディーゼルとは一切無関係。
11. ↑  誰が昭和を想わざる 昭和ラプソディ（昭和43年・上） at the Wayback Machine (archived 2010年4月30日)[出典無効]
12. ↑  関西発レコード120年 埋もれた音と歴史（神戸新聞社） at the Wayback Machine (archived 2004年10月29日)
13. ↑  その一方、会社立ち上げの際に遠藤実一門以下、タイヘイ（日本マーキュリー）の元スタッフを少なからず採用し、プレスもヤンマー音響に委託するなど、人的には浅からぬ関係にあった。
14. ↑  “企業情報 | 一般社団法人日本マーキュリー”. www.nipponmercury.org. 2024年10月3日閲覧。
15. ↑  “事業内容”.  一般社団法人 日本マーキュリー. 2018年1月31日閲覧。
16. ↑  キングレコード西宮工場の生産設備を一部移管し、戦後の一時期に神戸元町3丁目で繁盛した録音スタジオ。